# Murundi, Arsikere
Murundi là một làng thuộc tehsil Arsikere, huyện Hassan, bang Karnataka, Ấn Độ.